# Stadio Alberto Suppici
Lo stadio Alberto Suppici è un impianto calcistico di Colonia del Sacramento in Uruguay.

## Storia
Fondato nel 1977, ha una capacità di 6 168 spettatori e ospita le partite casalinghe del Plaza Colonia. È intitolato ad Alberto Suppici, commissario tecnico dell'Uruguay campione del mondo nel 1930.